# Station Trois-Puits
Station Trois-Puits is een spoorwegstation in de Franse gemeente Trois-Puits.